# Thomas Wegmüller
Thomas Wegmüller (* 28. September 1960 in Bern) ist ein ehemaliger Schweizer Radrennfahrer.
1985 gewann er den Giro del Mendrisiotto. Im Jahr darauf wurde er Schweizer Meister der Amateure auf der Strasse. 1987 wurde er Profi, siegte beim Grand Prix Lugano und 1989 beim Grand Prix de Wallonie. 1987 und 1990 gewann er die Kaistenberg-Rundfahrt in der Schweiz. 1988 wurde er Zweiter bei Paris–Roubaix. 1990 belegte er jeweils den ersten Platz bei der Berner Rundfahrt, bei Rund um den Henninger Turm sowie beim Grand Prix des Nations. 1991 belegte er bei der letzten Austragung des Trofeo Baracchi den dritten Platz, 1992 den zweiten Platz bei der Flandern-Rundfahrt. Im selben Jahr wurde er Schweizer Meister auf der Strasse und siegte zudem beim Grand Prix Brissago.
Dreimal nahm Wegmüller an der Tour de France teil. Von 1985 bis 1993 startete Wegmüller neunmal als Mitglied der Schweizer Nationalmannschaft bei Strassen-Weltmeisterschaften.
1994 trat Thomas Wegmüller vom aktiven Radsport zurück. Seit 1995 betreibt er auf Zypern ein Unternehmen für Radtouren.